# أحمد مرعي (مدرب كرة سلة)
أحمد مرعي (مواليد 5 يناير 1959) هو مدرب حالي ولاعب كرة سلة سابق مصري.شارك مع منتخب مصر في أولمبياد 1984.